# 埃奇伍德 (愛荷華州)
埃奇伍德（英語：Edgewood）是一個位於美國愛荷華州克萊頓縣和德拉瓦縣的城市。

## 地理
埃奇伍德的座標為42°38′41″N 91°24′06″W / 42.64472°N 91.40167°W，而該地的平均海拔高度為358米（即1175英尺）。

## 人口
根據2010年美國人口普查的數據，埃奇伍德的面積為2.20平方千米，當中陸地面積為2.20平方千米，而水域面積為0.00平方千米。當地共有人口864人，而人口密度為每平方千米392人。